# Reichenburg

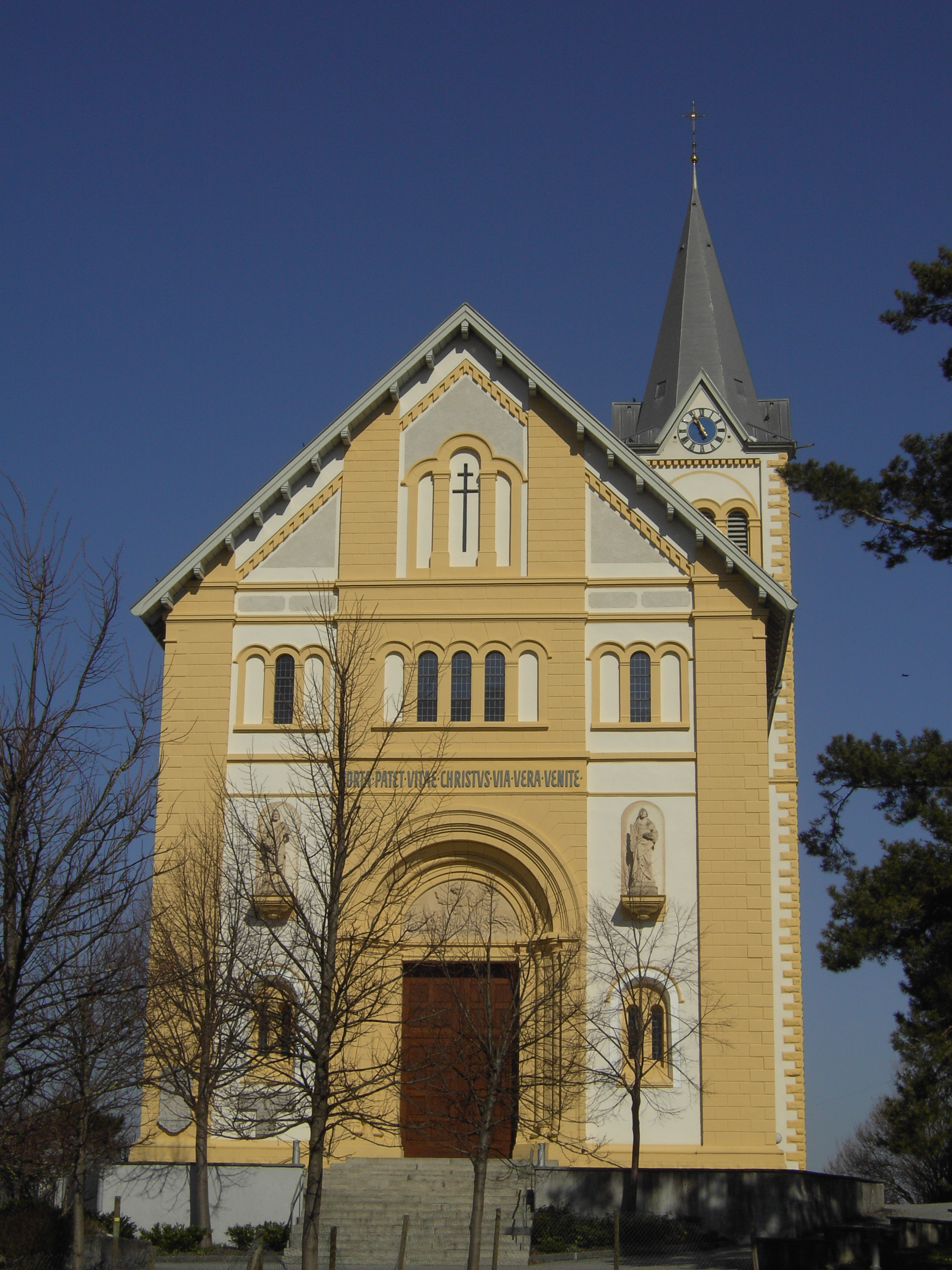
Kirche Reichenburg

Reichenburg is een gemeente en plaats in het Zwitserse kanton Schwyz, en maakt deel uit van het district March.
Reichenburg telt 3.402 inwoners.

## Geboren
- Tanja Hüberli (1992), beachvolleyballer